# Smâr
Pour la délégation, voir Smâr (délégation).
Smâr est une ville de Tunisie située dans le gouvernorat de Tataouine.
Des gravures rupestres à proximité (au pied du djebel Rehach, à côté d'Aïn Charchara) effectuées par piquetage dans la roche, représentent deux bovidés et des autruches. Leur localisation près d'un lac asséché témoigne des variations du climat depuis les temps paléolithiques.
Un timbre de la Poste tunisienne octogonal de 0,75 dinars représentant un « paysage lunaire » à Smâr est émis le 7 mars 2022.